# Sofia Santos
Maria Sofia dos Santos Gomes (Lisboa, 31 de agosto de 1869 — Lisboa, 21 de maio de 1945) foi uma atriz portuguesa.

## Biografia
Sofia Santos nasceu a 31 de agosto de 1869, em Lisboa, na freguesia de São José, sendo filha natural do dramaturgo e jornalista viúvo Manuel Domingues dos Santos e da atriz Maria do Céu e Silva, solteira, tendo sido baptizada em casa por perigo de vida, sem nunca ter sido efetivamente baptizada numa igreja, única forma de registo de nascimento, à época. Foi legitimada pelo subsequente casamento nuncupativo dos seus pais, ocorrido a 22 de abril de 1887. Tinha uma irmã mais velha, Maria Clementina Augusta dos Santos, que foi brevemente atriz e um irmão mais novo, Augusto Abel dos Santos.

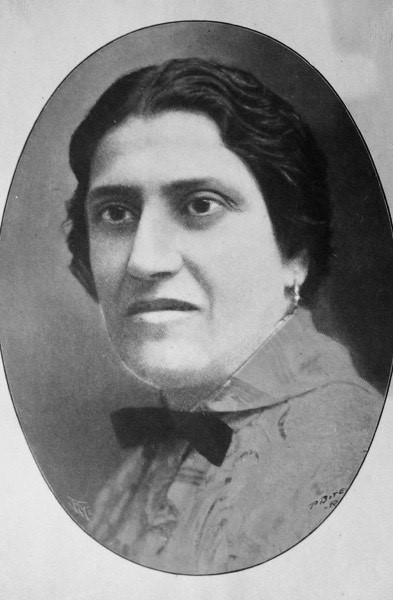
Sofia Santos aos 47 anos (Álbum teatral, 3.º volume, Biblioteca-Arquivo do Teatro Nacional D. Maria II, 1916).

Começou a representar aos 16 anos, em Beja. Estreou-se aos 17 anos, em 1886, no extinto Teatro dos Recreios, na comédia Maridos Que Choram, tradução de Maximiliano de Azevedo da peça francesa Maris qui pleurent, com a empresa de Salvador Marques. Quando o Teatro dos Recreios foi demolido, passou para o Teatro do Rato, depois Teatro da Alegria, Teatro Avenida, Teatro da Rua dos Condes, Teatro Gymnasio, Teatro da Trindade e Teatro São Luiz, fazendo de preferência desde muito nova, papeis característicos.
A 21 de dezembro de 1899, aos 30 anos, casou na Igreja de Nossa Senhora da Pena, em Lisboa, com o músico António Luís da Cunha Gomes, natural do Porto, com quem esteve casada até à sua morte, sem deixar descendência.
Foi exímia na opereta, na ópera cómica, na farsa e no vaudeville, géneros onde mais se destacou e trabalhou. Do seu repertório teatral, constam as seguintes peças: A regateira, As glândulas de macaco, A viúva alegre, A princesa dos dólares, O Perfume, Comissário de Polícia, A Bisbilhoteira, É pr'a já!, Valsa d'amor, O burro do senhor alcaide, O beijo, A casta Susana, A duquesa do Bal-Tabarin, Mademoiselle Trá-lá-lá, O mercado das donzelas, A leiteira de Entre Arroios, A moreninha, Maridos alegres, Zilda, O milagre da aldeia, A prima inglesa, Benamor, A última valsa, Rato de hotel, Roma galante, Mam'zelle Nitouche, Paganini, Bairro Alto, Soldado de Chocolate, Maria Rapaz, El-rei Soviet, O ás do cinema, A princesa do circo, A gandaia, O comboio-fantasma, Amo uma actriz, Eva, Cachopas de Barcelinhos, O casto José, O deitar da noiva, Flor de liz, Maria Rita (Lágrimas de La Triné), Ó Costa vai-te matar!, O rei dos fadistas, Venha a nós, O menino virtuoso, O pateta alegre, Sonho de valsa, O rei Paulino, etc. Em 1909 desempenhou com grande sucesso um monólogo em verso no Teatro Circo do Príncipe Real, em Coimbra.

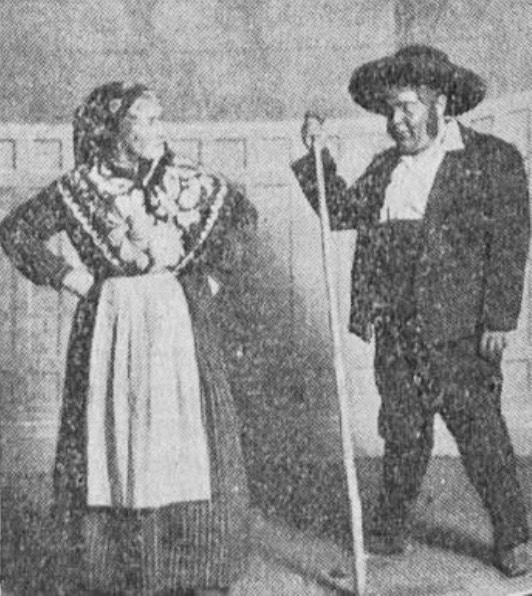
Sofia Santos e Vasco Santana em cena da peça O milagre da aldeia (1923).

Trabalhou com a Companhia Rey Colaço-Robles Monteiro, Companhia de Opereta Palmira Bastos-José Ricardo, Companhia Gomes e Grijó, Companhia de Opereta Armando Vasconcelos, Companhia Ester Leão, Companhia Hortense Luz, Empresa Luís Galhardo, Empresa Irmãos Ferreira, Empresa José Loureiro, Empresa Macedo e Brito, Empresa Ricardo Covões, Companhia Auzenda de Oliveira-Sales Ribeiro, Companhia do Teatro da Trindade, Companhia Portuguesa de Opereta e Ópera Cómica, Companhia de Opereta Artistas em Sociedade e Companhia Artistas Socializados. A companhia de Armando Vasoncelos ofereceu-lhe uma festa artística, a 11 de maio de 1922, com a opereta A Boneca, em que representou um papel cómico-modelo. Em 1923, J. Laranjeira chamou-lhe "imperatriz das características". Além de temporadas no Porto, fez digressões ao Brasil, Espanha e Províncias.

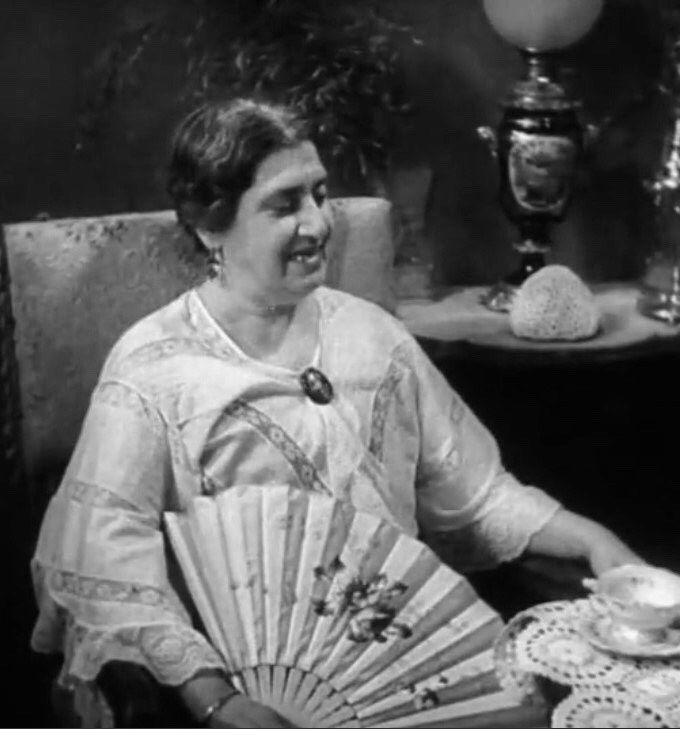
Sofia Santos no papel de "Tia Efigénia" no filme A Canção de Lisboa (1933).

Despediu-se dos palcos com a opereta O fado, estreada a 4 de abril de 1942 no Coliseu dos Recreios e terminada um anos depois, no Coliseu do Porto.
António de Sousa Bastos, na sua obra Carteira do Artista: apontamentos para a historia do theatro portuguez e brazileiro (1908), refere acerca da atriz: "Tem estado diversas épocas desempregada, mas sempre representando com amadores para angariar os meios de subsistência. Foi uma filha extremosíssima; trabalhou sempre para ocorrer às necessidades de sua família; foi uma dedicada enfermeira de pai e mãe; é igualmente uma irmã modelo. Com tão raras qualidades a sorte não a tem bafejado; outras com muito menos valor têm feito melhor carreira."
O seu talento ficou ainda impresso no cinema português, tendo-se estreado no filme mudo A Viúva Alegre (1909), de Alberto Moreira, ao lado das atrizes Auzenda de Oliveira e Cremilda de Oliveira, seguindo-se Mal de Espanha (1918), de Leitão de Barros, onde representou a personagem "Atanásia", ao lado do ator Joaquim Costa, Os Faroleiros (1922), de Maurice Mariaud e A Castelã das Berlengas (1930), de António Leitão. Já em filme sonoro, participou nos filmes Aldeia da Roupa Branca (1939), de Chianca de Garcia, O Pai Tirano (1941), de António Lopes Ribeiro, Amor de Perdição (1943), de António Lopes Ribeiro, onde representou uma "Prioresa de Viseu" e O Violino do João (1944), de Braz Alves. No entanto, o seu papel mais conhecido na tela portuguesa é, sem dúvida, o de tia de Vasco Santana, juntamente com Teresa Gomes, no filme A Canção de Lisboa (1933), de Cottinelli Telmo.
Faleceu a 21 de maio de 1945, aos 75 anos, no número 5 da Rua da Vinha, freguesia de Mercês, no Bairro Alto, em Lisboa, onde sempre viveu, vítima de arteriosclerose. Encontra-se sepultada no Cemitério dos Prazeres, na mesma cidade.

## Filmografia
- A Viúva Alegre (1909)
- Mal de Espanha (1918) - "Atanásia"
- Os Faroleiros (1922)
- A Castelã das Berlengas (1930)
- A Canção de Lisboa (1933) - "Tia Efigénia"
- Aldeia da Roupa Branca (1939)
- O Pai Tirano (1941)
- Amor de Perdição (1943) - "Prioresa de Viseu"
- O Violino do João (1944)